# Sindbad

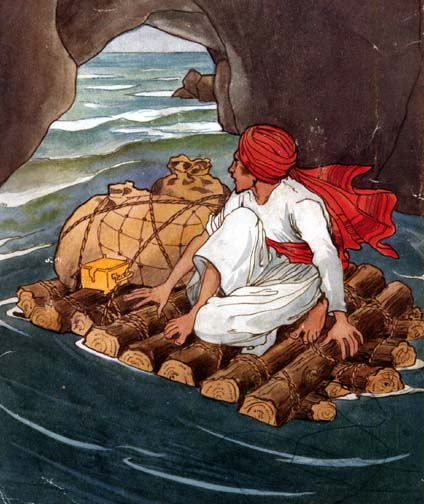
Sinbad

Sindbad der Seefahrer (auch bekannt als Sinbad, von arabisch سندباد, DMG Sindibād, von persisch سندباد, DMG Sindbād) ist eine Erzählung aus den morgenländischen Märchen aus Tausendundeiner Nacht, die Scheherazade ihrem König erzählt. In der wohl ältesten erhaltenen arabischen Handschrift der Märchensammlung aus dem 15. Jahrhundert ist diese Geschichte jedoch nicht enthalten. Sein Name ist indoiranisch-persischen Ursprungs und bedeutet „Wind des Sindh“. Mit Sindh ist dabei der Indus gemeint, zu dem seit langem Seeverbindungen  zu den islamischen Ländern bestanden.
Die Handlung spielt zur Zeit der Abbasiden-Dynastie (besonders der Zeit von Hārūn ar-Raschīd) und Sindbad lebt in der Hafenstadt Basra. Die Geschichten stammen aus den verschiedensten Quellen und sind durch Erzählungen arabischer Seefahrer angeregt. Sie gehen mit hoher Wahrscheinlichkeit bis ins 9. und 10. Jahrhundert zurück.

## Die Geschichte

### Prolog
In Bagdad leben zwei Männer, Sindbad der Lastträger und Sindbad der Seefahrer. Eines Tages kommt der arme Sindbad der Lastträger zum reichen Kaufmann Sindbad dem Seefahrer. Dieser bewirtet ihn und erzählt von seinen sieben Reisen.

### 1. Reise
Sindbads Schiff ankert vor einer Insel. Die Kaufleute gehen an Land. Plötzlich versinkt die Insel im Meer, da es sich bei ihr um einen großen Fisch gehandelt hat. Sindbad rettet sich auf einem Brett und gelangt an eine Insel. Dort begegnet er Männern, die Rassepferde züchten, indem sie eine Stute von einem Meerhengst bespringen lassen. Sindbad reist mit ihnen zu König Mihrdjan. Dort trifft er glücklich auf sein ursprüngliches Schiff und kehrt heim.

### 2. Reise
Sindbad wird auf einer Insel vergessen. Er entdeckt ein Ei des Vogels Roch und bindet sich mit seinem Turban an den Fuß des Riesenvogels, als sich dieser zum Brüten niedergelassen hat. Der Vogel trägt Sindbad in ein großes Tal voll Schlangen und Diamanten. Dort werfen Kaufleute Kadaver von den umliegenden Bergen herab, die Diamanten bleiben am Fleisch haften und werden dann von Adlern nach oben getragen. So kommen die Kaufleute zu den Edelsteinen. Sindbad rettet sich, indem er sich ein Stück Fleisch vor die Brust bindet. Er wird nach oben getragen und schließt sich den Kaufleuten an.

### 3. Reise
Sindbads Schiff landet auf der Affeninsel. Die Affen rauben das Schiff aus. Die Kaufleute rasten in einem Schloss, wo sie auf einen schwarzen Riesen mit roten Augen treffen. Der Riese frisst den Kapitän und an den darauf folgenden Tagen noch zwei Männer. Sindbad und die Kaufleute bauen sich ein Floß und blenden den schlafenden Riesen mit zwei Spießen (vgl. die Geschichte von Odysseus und dem Kyklopen Polyphem). Der Riese verfolgt mit zwei Kameraden die Fliehenden. Nur Sindbad und zwei andere entkommen mit dem Floß. Sie erreichen eine Insel. Eine große Schlange verspeist die zwei verbliebenen Gefährten. Sindbad rettet sich, indem er sich Bretter und anderes Holz um den Leib bindet, sodass ihn die Schlange nicht fressen kann. Er wird von einem Schiff gerettet, das sich als jenes erweist, das ihn auf seiner zweiten Reise auf der Insel vergessen hatte.

### 4. Reise
Sindbads Schiff kentert in einem Sturm. Er wird mit einigen Kameraden an die Küste einer Insel gespült. Sie treffen auf einen Eingeborenenstamm, der Menschen für seinen König (einen Werwolf) opfert. Sindbad entrinnt als einziger, indem er sich aller Speisen enthält, so abmagert und, für die Eingeborenen uninteressant geworden, entfliehen kann. Er trifft auf eine Gruppe Pfeffersammler und reist mit ihnen in deren Land. Sindbad vermittelt dem dortigen König das Wissen von Sattel, Zaumzeug und Steigbügel und wird so angesehen und reich. Sindbad heiratet, doch als seine Frau stirbt, wird er, der Sitte des Landes entsprechend, mit ihr gemeinsam in einer Höhle lebendig begraben. Er entdeckt einen zweiten Ausgang, kann entkommen und wird von einem Schiff aufgelesen.

### 5. Reise
Sindbads Schiff landet auf einer Insel. Einige Kaufleute entdecken ein Ei des Vogels Roch, brechen es auf und schlachten das Junge. Bald erscheint der Riesenvogel mit seinem Weibchen. Die Kaufleute fliehen mit dem Schiff, doch die beiden Vögel zertrümmern es mit Felsbrocken. Sindbad rettet sich auf Wrackteilen an die Küste einer Insel. Dort begegnet er einem Greis, der ihn bittet, ihn ein Stück weit zu tragen. Als Sindbad den Greis (den Scheich des Meeres) auf die Schultern nimmt, schlingt dieser die Beine fest um seinen Hals und steigt nimmer mehr ab. Sindbad gelingt es, den Greis mit Wein zu betäuben. Danach erschlägt er ihn mit einem Stein. - Von einem Schiff aufgenommen erreicht Sindbad eine Stadt und wird dort erneut zurückgelassen. Die Bewohner der Stadt verbringen die Nächte in Booten auf dem Meer, weil nachts Affen die Stadt tyrannisieren. Sindbad schließt sich Kokosnusssammlern an, kommt so zu einigem Gewinn und reist schließlich mit einem Schiff nach Hause.

### 6. Reise
Sindbads Schiff kentert vor einem Berg. Er erreicht mit einigen Kameraden die Insel. Nach und nach sterben alle Gefährten, weil sie kaum Essbares finden. Sindbad entdeckt einen Bach, der unter einen Felsen abfließt. Er baut sich ein Floß und vertraut sich dem Gewässer an. Durch eine lange Höhle gelangt Sindbad in bewohntes Gebiet. Von dort kann er die Heimreise antreten.

### 7. Reise
Sindbads Schiff kommt ans äußerste Ende der Welt, trifft auf drei riesige Fische und kentert im Unwetter. Sindbad kann sich auf eine Insel retten. Er baut sich einen Nachen und überlässt sich dem Meer. Die Strömung treibt ihn nah an einen Berg und dann auf einem Fluss unter dem Berg hindurch. Auf der anderen Seite befindet sich eine Stadt. Sindbad wird freundlich aufgenommen und kann das Holz seines Bootes zu einem hohen Preis verkaufen. Er heiratet, treibt Handel und beerbt seinen Schwiegervater. Als Sindbad feststellt, dass den Bewohnern an jedem Neumond Flügel wachsen, klammert er sich an einen und fliegt mit diesem hoch hinauf, wo er hören kann, wie die Engel Gott preisen. Sindbad ruft aus: „Gelobt und gepriesen sei Gott!“ Da fällt plötzlich Feuer vom Himmel, und die Geflügelten entfliehen; Sindbad wird auf einen Berg abgeworfen. Dort begegnet er zwei Einsiedlern und rettet einen Mann aus dem Rachen einer Schlange. Dann trifft Sindbad wieder auf die geflügelten Stadtbewohner. Sie erklären ihm, dass er sie beinahe ins Verderben gestürzt hätte, weil er den Namen Gottes ausgesprochen hat. Gemeinsam kehren sie in die Stadt zurück. Dort warnt ihn seine Frau vor weiterem Umgang mit den Bewohnern, weil diese ungläubige Dschinn seien. Sindbad nimmt seine Frau mit und kehrt heim nach Bagdad.

## Historisch
Oft wird vermutet, dass die Geschichten rund um Sindbad auf indische oder persische Vorläufer zurückgehen, allerdings gibt es außer dem Namen des Helden hierfür kaum Belege. Nach einer anderen Theorie stammen die Erzählungen aus Berichten über mehrere Seefahrer. Enno Littmann schreibt im Anhang seines sechsbändigen Werks, die Abenteuer seien größtenteils gesammeltes Seemannsgarn aus vielen Zeiten und Ländern: „Es sind Seemannsgeschichten, wie sie wohl zu allen Zeiten in allen Häfen der Welt erzählt werden, sailors’ yarn, die mancherlei Wahrheit und noch mehr Dichtung enthalten […].“  Auch Geschichten aus dem indischen Panchatantra und der Odyssee von Homer sind eingeflossen. Die ältesten Quellen sind arabisch. Beispielsweise schildert die Chronik von al-Yaʿqūbī aus dem 9. Jahrhundert die Seewege nach Indien und das Buch Aja ib al’Hind (Wunder von Indien) von Buzurgh ibn Shariyar aus dem 10. Jahrhundert enthält ganz ähnliche Geschichten.
Bei den Omani gilt die Stadt Suhar als Geburtsstätte des mythischen Sindbad.

## Verfilmungen

### Realfilme
Sindbad der Seefahrer
- Originaltitel: Sinbad the Sailor
- Produktionsdatum: 1947
- Regie: Richard Wallace
- Darsteller: Douglas Fairbanks, Maureen O’Hara, Anthony Quinn, Walter Slezak, George Tobias, Jane Greer, Mike Mazurki, Sheldon Leonard
- Sinbad the Sailor bei IMDb

Sindbads siebente Reise
- Originaltitel: The 7th Voyage of Sinbad
- Produktionsdatum: 1958
- Regie: Nathan Juran
- Darsteller: Kerwin Mathews, Kathryn Grant, Torin Thatcher, Richard Eyer
- The 7th Voyage of Sinbad bei IMDb

Kapitän Sindbad
- Originaltitel: Captain Sindbad
- Produktionsdatum: 1963
- Regie: Byron Haskin
- Darsteller: Guy Williams, Heidi Brühl, Pedro Armendáriz, Abraham Sofaer, Walter Barnes
- Captain Sindbad bei IMDb

Sindbad
- Originaltitel: Szindbád
- Produktionsdatum: 1971
- Regie: Zoltán Huszárik
- Darsteller: Zoltán Latinovits, Éva Ruttkai
- Szindbád bei IMDb

Sindbad und der Kalif von Bagdad
- Alternativtitel: Simbad e il Califfo di Bagdad
- Produktionsdatum: 1973
- Regie: Pietro Francisci
- Darsteller: Sonia Wilson, Gigi Bonos, Leo Valeriano, Spartaco Conversi, Arturo Dominici, Franco Fantasia, Eugene Walter, Paul Oxon, Robert Malcolm
- Simbad e il Califfo di Bagdad bei IMDb

Sindbads gefährliche Abenteuer
- Originaltitel: The Golden Voyage of Sinbad
- Produktionsdatum: 1973
- Regie: Gordon Hessler
- Darsteller: John Phillip Law, Caroline Munro, Douglas Wilmer, Tom Baker, Martin Shaw
- The Golden Voyage of Sinbad bei IMDb

Sindbad und das Auge des Tigers
- Originaltitel: Sinbad and the Eye of the Tiger
- Produktionsdatum: 1977
- Regie: Sam Wanamaker
- Darsteller: Patrick Wayne, Jane Seymour, Taryn Power, Margaret Whiting
- Sinbad and the Eye of the Tiger bei IMDb

Sinbad – Der Herr der sieben Meere
- Originaltitel: Sindbad of the Seven Seas
- Produktionsdatum: 1989
- Regie: Enzo G. Castellari
- Darsteller: Lou Ferrigno, John Steiner, Roland Wybenga, Ennio Girolami
- Sindbad of the Seven Seas bei IMDb

Sindbad – Die Schlacht der Schwarzen Ritter
- Produktionsdatum: 1998
- Sindbad – Die Schlacht der Schwarzen Ritter bei IMDb

Sindbads Abenteuer
- Produktionsdatum: 2010
- Sindbads Abenteuer bei IMDb

Sindbad und der Minotaurus
- Produktionsdatum: 2011
- Sindbad und der Minotaurus bei IMDb

Sindbads Fünfte Reise
- Produktionsdatum: 2014
- Sindbads Fünfte Reise bei IMDb

Sinbad and the War of the Furies
- Produktionsdatum: 2016
- Regie: Scott Wheeler
- Darsteller: John Hennigan, Jamie Bernadette, Josh Fingerhut, Wayne „Crescendo“ Ward, Georgia Rose Thompson, T. K. Richardson, Derek Russo, Jennifer Dorogi, Chloe Farnworth, Van White, Ashley Doris
- Sinbad and the War of the Furies bei IMDb

### Fernsehserien
Sindbads Abenteuer
- Originaltitel: The Adventures of Sinbad
- Produktionsdatum: 1996–1998
- Teile: 44
- Darsteller: Zen Gesner, Tim Progosh, Jacqueline Collen, George Buza, Oris Erhuero, Mariah Shirley
- The Adventures of Sinbad bei IMDb

Sindbad
- Originaltitel: Sinbad
- Produktionsdatum: seit 2012
- Teile: 12
- Darsteller: Elliot Knight, Marama Corlett, Elliot Cowan, Estella Daniels, Junix Inocian, Dimitri Leonidas, Tuppence Middleton
- Sinbad bei IMDb

### Zeichentrickfilme
Sindbad & Serena – Im Land der Nebelschleier
- Originaltitel: Sinbad: Beyond the Veil of Mists
- Produktionsdatum: 2000
- Erstveröffentlichung: Fernsehfilm
- Sindbad & Serena - Im Land der Nebelschleier bei IMDb

Sinbad – Der Herr der sieben Meere
- Originaltitel: Sinbad: Legend of the Seven Seas
- Produktionsdatum: 2003
- Erstveröffentlichung: Kinofilm
- Sinbad – Der Herr der sieben Meere bei IMDb

Sindbad (Nippon Animation, im ZDF ausgestrahlt)
- Originaltitel: Arabian Night Sindbad no Bōken (jap. アラビアンナイト シンドバットの冒険 Arabian Naito Shindobatto no Bōken)
- Produktionsdatum: 1975–1976
- Teile: 42
- Erstausstrahlung im japanischen Fernsehen: 1. Oktober 1975 auf Fuji TV
- Erstausstrahlung im deutschen Fernsehen: 21. September 1978 im ZDF[3]

### Weitere Filme
In Babes of Bagdad (1953, USA / Spanien) tritt Sindbad als Haremswächter – und damit als Eunuch – und wenig tugendhafte Figur in Erscheinung.

## Hörspiele
Es existieren diverse Hörspielfassungen von verschiedenen Tonstudios bzw. Produktionsfirmen wie OK, Europa, Fontana, Litera und Maritim.